# St. Crucis (Espenfeld)

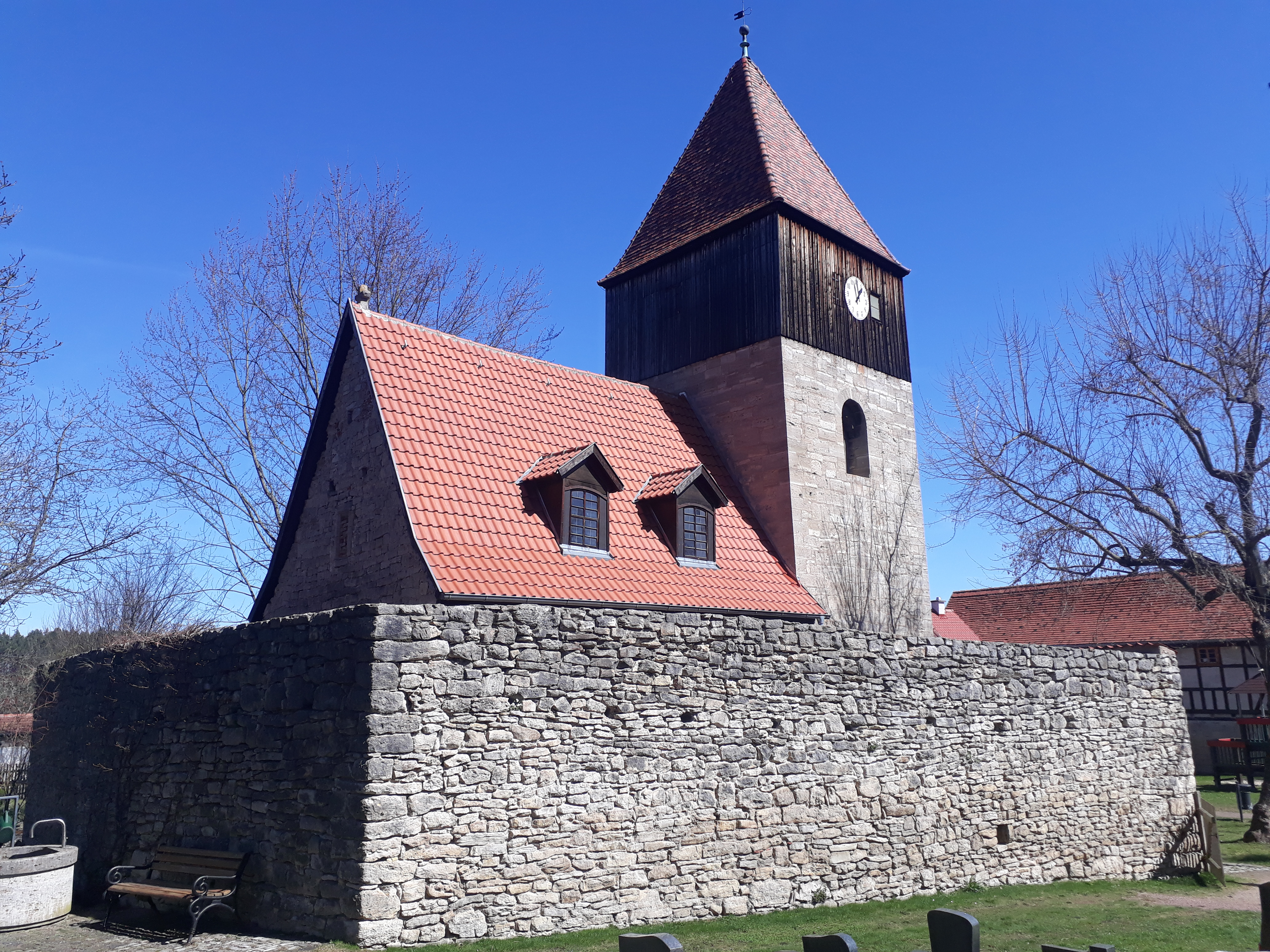
Kirche St. Crucis

Die evangelisch Dorfkirche St. Crucis steht im Ortsteil Espenfeld der Stadt Arnstadt im Ilm-Kreis in Thüringen. Sie gehört zur Evangelisch-Lutherischen Kirchgemeinde Arnstadt im Kirchenkreis Arnstadt-Ilmenau der Evangelischen Kirche in Mitteldeutschland.

## Geschichte
Die romanische Wehrkirche, eine Chorturmkirche aus der Mitte des 13. Jahrhunderts, war mit doppelten Wehrmauern umgeben, wovon die innere erhalten ist.
Der massive Kirchturm, die Apsis sowie der Altar sollen 1255 bereits mit dem Friedhof existiert haben.
Das Langhaus und der Taufstein stammen aus der ersten Hälfte des 12. Jahrhunderts.
Nach 116 Jahren ist dieser Komplex wieder Sitz einer Pfarrstelle.